# Si’an (köpinghuvudort i Kina, Zhejiang Sheng, lat 30,90, long 119,65)
Si'an är en köpinghuvudort i Kina. Den ligger i provinsen Zhejiang, i den östra delen av landet, omkring 87 kilometer nordväst om provinshuvudstaden Hangzhou. Antalet invånare är 47 138. Befolkningen består av 22 944 kvinnor och 24 194 män. Barn under 15 år utgör 13,0 %, vuxna 15-64 år 74 %, och äldre över 65 år 11,0 %.
Runt Si'an är det ganska tätbefolkat, med 222 invånare per kvadratkilometer. Si'an är det största samhället i trakten. Trakten runt Si'an består till största delen av jordbruksmark.
Genomsnittlig årsnederbörd är 1 811 millimeter. Den regnigaste månaden är augusti, med i genomsnitt 274 mm nederbörd, och den torraste är november, med 70 mm nederbörd.